# Vriesea vulpinoidea
Vriesea vulpinoidea là một loài thuộc chi Vriesea. Đây là loài đặc hữu của Brasil.